# 包凡
包凡（1970年10月18日—），中国企业家、投资人，上海人，华兴资本创始人、董事长、首席执行官。

## 生平
包凡出生于上海，祖父为民国时期浙江银行高管，父母则为外交官。1989年至1990年间曾在复旦大学学习英文文学。后赴挪威管理学院留学，1995年获商业与经济学硕士学位。此后曾任职于摩根士丹利、瑞士信贷。2000年出任亚信首席战略官。2005年创办华兴资本。在其领导下，华兴资本成为中国顶级金融机构之一，曾为京东、奇虎360、爱奇艺、陌陌等融资。2015年，他入选美国《彭博市场》杂志（Bloomberg Markets）全球50大最具影响力人物。2018年，华兴资本控股在香港交易所上市。
2023年2月，华兴资本在港交所发布公告称无法与包凡取得联系。公司后来证实，包凡在配合中国有关部门的调查。2025年中旬，对包凡的相关调查已结束。